# Abárim
Abárim (hebrejsky הָעֲבָרִים‎) je pohoří v Jordánsku. Rozkládá se v severojižním směru východně od Mrtvého moře, od úrovně Jericha na severu až k Arabské poušti. Je sporné, zda k ní počítat i hornatou oblast jižně od Arnonu a jihovýchodně od Mrtvého moře. Jejím nejvyšším vrcholem je hora Nebó s výškou 817 metrů nad mořem, která je zároveň vrcholem nejsevernějším. 
Pohoří je několikrát zmiňováno v Bibli, zejména v pěti knihách Mojžíšových, kde se jeho severní část nazývá také Pisgá:
- Obětoval zde prorok Bileám.[1]
- Na nejvyšším vrcholu Nebó podle Bible Mojžíš pohleděl na zemi Zaslíbenou, kam měl zakázáno vstoupit, a následně zemřel.[2][3]
- Izraelci zde měli během svého útěku z Egypta poslední tábor předtím, než vkročili do nížiny Jordánu.[4]

Podle deuterokanonické 2. knihy Makabejské zde také prorok Jeremjáš skryl archu úmluvy, když byl Izrael ovládaný Babylónem.
Ve starověku zmiňují pohoří kromě bible i jiní autoři, mj. Flavius Iosephus, svatý Jeroným a Eusebios z Kaisareie.